# Stanisław Flieger (działacz sportowy)
Stanisław Franciszek Flieger (ur. 8 kwietnia 1891 we Wronkach, zm. 20 sierpnia 1941 w Katowicach) – polski działacz sportowy, współzałożyciel klubu sportowego Polonia Bytom, przedsiębiorca.

## Życiorys
Na Górny Śląsk przybył w 1910 roku, kiedy to zamieszkał w Bytomiu. Był członkiem Związku Młodzieży Polskiej „Zet”. W 1919 roku był jednym ze współzałożycieli Polonii Bytom, a następnie pełnił funkcję prezesa klubu. Działał w związkach sportowych: Górnośląskim Związku Polskich Towarzystw Sportowych, Górnośląskim Związku Ciężkiej Atletyki oraz Górnośląskim Okręgowym Związku Piłki Nożnej, któremu to prezesował w latach 1920–1921 oraz 1925–1933. Był także wiceprezesem Śląskiej Rady Sportowej. Do 1924 roku pełnił funkcje radnego Bytomia z ramienia frakcji polskiej. Po 1933 roku wycofał się z aktywnego uczestnictwa w ruchu sportowym.

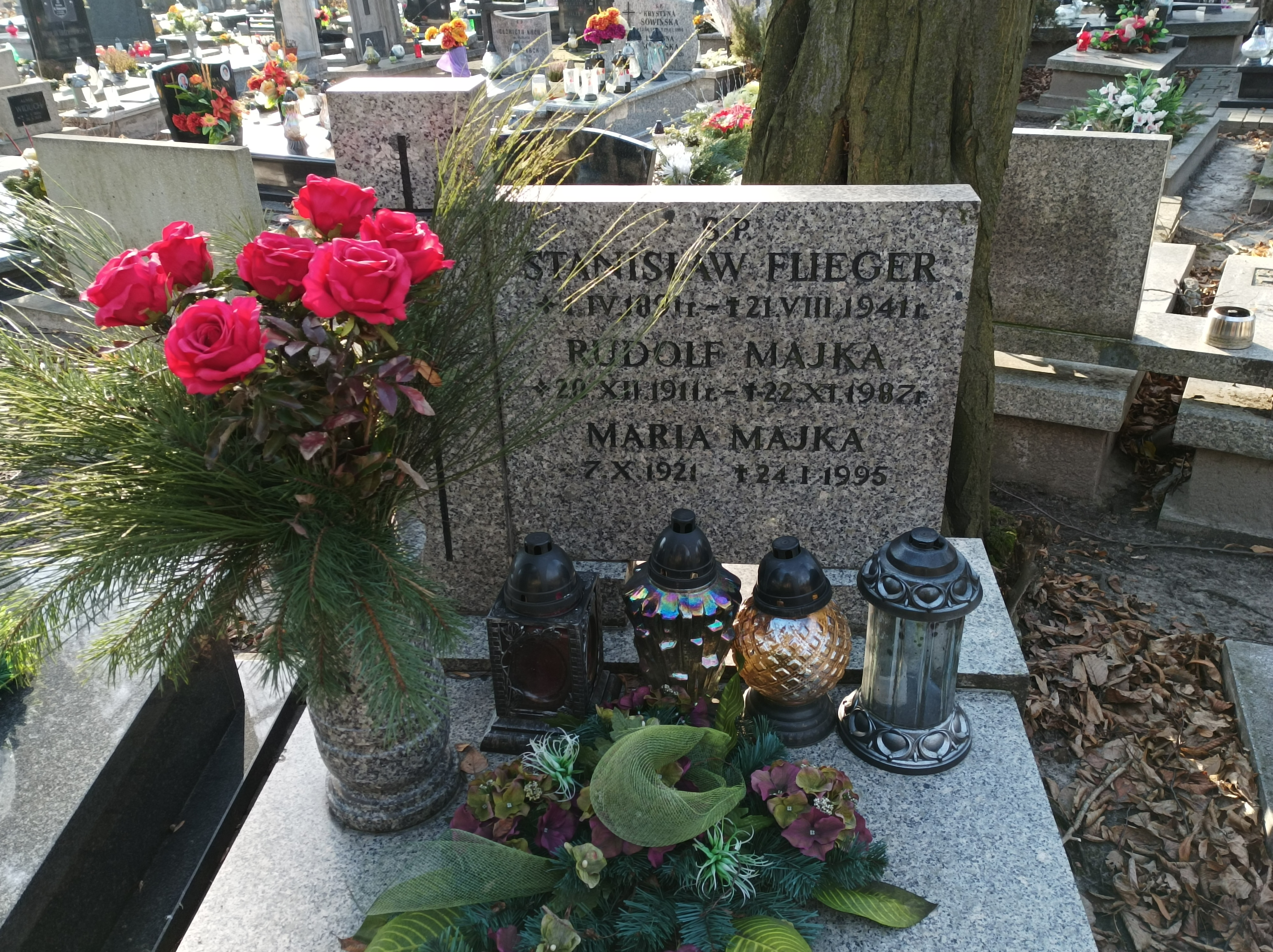
Grób Stanisława Fliegera na cmentarzu przy ul. Francuskiej w Katowicach

Jako przedsiębiorca był współwłaścicielem Fabryki Farb i Lakierów w katowickiej Ligocie. Podczas okupacji hitlerowskiej pozostawał pod obserwacją Gestapo.

## Ordery i odznaczenia
- Srebrny Krzyż Zasługi (19 marca 1931)[1]